# لين بيري (ممثلة)
لين بيري (7 أبريل 1931 - 24 مارس 2006)، هي ممثلة ومغنية وشخصية تلفزيونية إنجليزية، اشتهرت باسم «السيدة كاسبر» في فيلم «Kes» للمخرج كين لوتش عام 1969، و«السيدة بيتي» في المسلسل التلفزيوني «قلعة كوينيز»، وكذلك «آيفي تلسلي» في «شارع التتويج».

## روابط خارجية
- موقع لين بيري فان
- لين بيري في قاعدة بيانات الأفلام على الإنترنت
- نعي الجارديان ، 27 مارس 2006
- نعي إندبندنت 27 مارس 2006

لين بيري على موقع IMDb (الإنجليزية)
- لين بيري على موقع أول موفي (الإنجليزية)
- لين بيري على موقع قاعدة بيانات الفيلم (الإنجليزية)